# Порро, Педро
Пе́дро Анто́нио По́рро Саусе́да (исп. Pedro Antonio Porro Sauceda, испанское произношение: [peðɾo ˈporo]; род. 13 сентября 1999, Дон-Бенито, Эстремадура) — испанский футболист, правый защитник английского клуба «Тоттенхэм Хотспур» и сборной Испании.

## Клубная карьера
Тренироваться Педро Порро начал в родном городе, откуда в 16 лет уехал в академию «Райо Вальекано». 10 августа 2017 года подписал контракт с «Жироной». По сообщениям, в это же время отказал мадридским «Реалу» и «Атлетико», а также мюнхенской «Баварии», чтобы остаться в каталонской команде.
Сезон 2017/2018 провёл в Сегунде Б, играя за вторую команду «Жироны» — «Пераладу». 3 декабря 2017 года дебютировал за неё в поединке против «Эбро». 6 мая 2018 года отметился дублем в ворота второй команды «Вильярреала», забив свои первые мячи в профессиональном футболе. Всего в дебютном сезоне провёл 5 встреч, трижды в них отличившись.
2 июля 2018 года переподписал свой контракт до 2022 года. Сезон 2018/2019 начал в основной команде. 17 августа 2018 года дебютировал в Ла Лиге в поединке против «Реала Вальядолида», выйдя на поле в стартовом составе и проведя все девяносто минут.
16 мая 2022 года португальский клуб «Спортинг» выкупил контракт Порро за 8,5 млн евро. Контракт игрока с новым клубом был подписан на три года. У «Манчестер Сити» осталось право обратного выкупа Порро за 20 млн евро.
31 января 2023 года Порро на правах аренды перешёл в клуб «Тоттенхэм Хотспур». Летом 2023 г. «Тоттенхэм Хотспур» выкупил Порро у «Спортинга».

## Карьера в сборной
15 марта 2021 года впервые получил вызов в сборную Испании главным тренером Луисом Энрике для участия в матчах отборочного турнира чемпионата мира 2022 года против сборных Греции, Грузии и Косова. 28 марта 2021 года дебютировал за сборную Испании в выездном матче второго тура отборочного турнира чемпионата мира 2022 года против сборной Грузии (2:1), выйдя в стартовом составе, но был заменён на 65-й минуте на Маркоса Льоренте.

## Достижения

### Командные
«Спортинг»
- Чемпион Португалии: 2020/21
- Обладатель Кубка португальской лиги (2): 2020/21, 2021/22

«Тоттенхэм Хотспур»
- Победитель Лиги Европы УЕФА: 2024/25

Сборная Испании
- Серебряный призёр Лиги наций УЕФА: 2020/21, 2024/25

### Личные
- Вошëл в символическую сборную Лиги Европы УЕФА: 2024/25[13]